# Melkwitte arkschelp
De melkwitte arkschelp (Striarca lactea) is een dikschalige en langgerekte schelp. De top ligt niet in het midden. De buitenkant heeft een duidelijke traliewerksculptuur. Het slotgedeelte bestaat uit een ononderbroken rij tandjes en is het smalst onder de top.

## Grootte
Lengte tot 18 mm, hoogte tot 9 mm. Meestal kleiner.

## Kleur
Verse schelpen zijn geelwit (melkwit) van kleur met een bruine, vezelige opperhuid. Strandmateriaal is vaak bruin of blauw verkleurd.
Rechter en linker klep van hetzelfde exemplaar:

Rechter klep
Linker klep

## Voorkomen
Losse kleppen en fragmenten spoelen aan in grof (tweekleppig) schelpengruis.
Deze schelp is vrij zeldzaam, behalve op enkele plekken in Zeeland. Het strandmateriaal is meestal van fossiele herkomst.